# Club de Fútbol Barcelona 1944-1945
Questa voce raccoglie le informazioni riguardanti il Futbol Club Barcelona nelle competizioni ufficiali della stagione 1944-1945.

## Rosa
| N. |                   | Ruolo | Calciatore                |
| -- | ----------------- | ----- | ------------------------- |
|    | Spagna (bandiera) | P     | Juan Zambudio Velasco     |
|    | Spagna (bandiera) | P     | Quique Martín             |
|    | Spagna (bandiera) | P     | José Valero               |
|    | Spagna (bandiera) | D     | Jaume Elias               |
|    | Spagna (bandiera) | D     | José Puig Puig            |
|    | Spagna (bandiera) | D     | Benito García             |
|    | Spagna (bandiera) | D     | Ricardo Rodríguez Álvarez |
|    | Spagna (bandiera) | D     | Ramón Zabalo              |
|    | Spagna (bandiera) | C     | Josep Gonzalvo            |
|    | Spagna (bandiera) | C     | Juan Sans Alsina          |
|    | Spagna (bandiera) | C     | Josep Raich               |
|    | Spagna (bandiera) | C     | Marià Gonzalvo            |
|    | Spagna (bandiera) | C     | Francesc Calvet           |

| N. |                   | Ruolo | Calciatore                 |
| -- | ----------------- | ----- | -------------------------- |
|    | Spagna (bandiera) | C     | Vicente Sierra             |
|    | Spagna (bandiera) | C     | Manuel Antoni Esteve Corró |
|    | Spagna (bandiera) | C     | Francesc Virgós            |
|    | Spagna (bandiera) | A     | Josep Escolà               |
|    | Spagna (bandiera) | A     | César Rodríguez            |
|    | Spagna (bandiera) | A     | José Bravo                 |
|    | Spagna (bandiera) | A     | José Valle                 |
|    | Spagna (bandiera) | A     | Mariano Martín             |
|    | Spagna (bandiera) | A     | Jaume Sospedra             |
|    | Spagna (bandiera) | A     | Basilio Nieto              |
|    | Spagna (bandiera) | A     | César Rueda                |
|    | Spagna (bandiera) | A     | Josep Riba                 |
|    | Spagna (bandiera) | A     | José Seguer                |

### Staff tecnico
- Allenatore:  Josep Vendrell